# Steppen-Beißschrecke
Die Steppen-Beißschrecke (Montana montana, früher Platycleis montana) ist eine Langfühlerschrecke aus der Familie der Singschrecken innerhalb der Überfamilie der Laubheuschrecken.

## Merkmale
Die Steppen-Beißschrecke zeigt Ähnlichkeiten zur Westlichen Beißschrecke, ist aber mit 14 bis 18 Millimetern deutlich kleiner als diese und die meisten anderen Arten der Gattungen Platycleis, Montana und Tessellata (früher als eine einzige Gattung aufgefasst). Es treten zwei Farbmorphen auf: Überwiegend graubraune Individuen und Exemplare mit zusätzlich grüner Kopfoberseite, Halsschild und Schenkeln des letzten Beinpaars. Der Hinterleib ist hell gelbbraun und weist auf jedem Segment-Hinterrand einen vom weißlichen Bauch ausgehenden hellen Saum auf. Zusätzlich befindet sich auf jeder Körperseite je ein mehr oder weniger verschwommener, dunkler Fleck pro Segment. Die Unterschenkel der kräftigen Sprungbeine sind dunkelbraun, über den Schenkel zieht sich ein schwarzer, bräunlich gesäumter Streifen. Auf dem Kopf über dem braunschwarzen Facettenauge befindet sich ein unregelmäßiges Längsband. Bei der grünen Morphe ist ein graubrauner Fleck in der Mitte der Halsschildseitenlappen ausgebildet. Der Halsschild-Hinterrand ist bei beiden Formen hell gefärbt. Die graubraunen Flügel der Art sind insgesamt kürzer als die angelegten Sprungbeine und reichen nur wenige Millimeter über die Abdomenspitze hinaus. Auf ihnen befindet sich ein dunkelbraunes bis schwarzes, von hell beigen, kurzen Schrägstrichen zerteiltes Längsband. Die schwärzlichen Fühler sind etwa um ein Viertel kürzer als der Körper. Der Legebohrer des Weibchens ist mit 10 bis 12 Millimetern länger als bei der Westlichen Beißschrecke. Männchen besitzen an der Basis der Cerci je einen zurückgebogenen Zahn.

## Lebensweise und Verbreitung
Die Steppen-Beißschrecke lebt in trockenen Gebieten wie Brachland und Steppen. In Deutschland gab es nur alte Funde aus Brandenburg und Berlin, bis die Art 1994 in Schwedt in Brandenburg wieder nachgewiesen wurde. In der Roten Liste wird sie als vom Aussterben bedroht eingestuft. Außerhalb Deutschlands kommt sie in Belgien, Tschechien, der Slowakei, der Schweiz, in Österreich, Ungarn, Slowenien, Kroatien, Bosnien und Herzegowina, Serbien und Montenegro und Mazedonien vor. Ein abgesondertes Vorkommen findet sich im Baltikum in Estland, Lettland und Litauen.
Ihr Gesang besteht aus etwa eine Sekunde andauernden Versen, die mit gleich langen Pausen voneinander getrennt sind. Sie klingen etwa wie trrrrt. Die Imagines treten von Juli bis Oktober auf.

## Systematik
Die Erstbeschreibung der Art erfolgte 1833 von Vincenz Kollar unter dem Namen Locusta montana. Heute wird sie in die Gattung Montana gestellt, die lange Zeit als Untergattung der Gattung Platycleis aufgefasst worden war, inzwischen aber als eigenständig gilt. Eine für den Balkan vorgeschlagene Unterart Platycleis montana milae Adamovic, 1967 wird heute nicht mehr anerkannt.
Synonyme sind Decticus philippicus und Decticus trockii.